# ایلی، ایور
ایلی، ایور (به فرانسوی: Ailly, Eure) یک کمون در فرانسه است که در Canton of Gaillon-Campagne واقع شده‌است.

## خصوصیات
ایلی ۱۵٫۵۵ کیلومترمربع مساحت و ۱٬۰۵۲ نفر جمعیت دارد و ۱۵۶ متر بالاتر از سطح دریا واقع شده‌است.